# 希拉克略·君士坦丁
希拉克略·君士坦丁，全名希拉克略·諾華斯·君士坦丁（拉丁語：Heraclius novus Constantinus，羅馬化：Hērákleios néos Kōnstantīnos，612年5月3日—641年5月25日），又稱君士坦丁三世，是东罗马皇帝中在位時間最短的皇帝之一，於641年在位三個月。他是皇帝希拉克略和他的第一任妻子法比婭·歐多基婭皇后的長子。

## 生平
613年1月22日，君士坦丁被其父加冕為共治皇帝，不久後便與其父的堂兄尼西塔斯之女格雷戈里亞結婚。由於兩人是二代表親，這樁婚事嚴格來說屬於亂倫，但這樁婚事對整個家族的益處想必抵消了這一顧慮。此外，與希拉克略同年與其侄女及妻子瑪蒂娜皇后的婚姻相比，這樁婚事的非法性顯得微不足道。相較之下，君士坦丁的婚姻遠不如父皇的婚姻那麼醜陋。君士坦丁於632年1月1日就任名譽執政官，在同一儀式上，他的弟弟希拉克略二世被擢升為凱撒。
君士坦丁於641年2月11日父親去世後成為資歷比較年長的皇帝。他與同年同父異母的弟弟、瑪蒂娜之子希拉克略二世共同統治。他的支持者擔心皇太后瑪蒂娜和希拉克略二世會對他採取行動，財務大臣菲拉格里烏斯建議他寫信給軍隊，告知他們他即將死去，並請求他們協助保護他孩子的權利。他還向菲拉格里烏斯的副官瓦倫丁送去了一大筆錢，超過兩百萬索利都斯（金幣），讓他分發給士兵，勸說他們在他死後確保他的兒子們繼承王位。僅僅三個月後，他於5月25日死於肺結核，留下希拉克略二世一人當皇帝。有傳言說瑪蒂娜毒死了他，這首先導致他的兒子君士坦斯二世被推選為共治皇帝，隨後軍隊發動政變，瑪蒂娜和她的兒子們被廢黜、肉刑並流放。

## 家庭
629年或630年，君士坦丁與尼西塔斯的女兒格雷戈里亞結婚。他們有兩個兒子，可能還有一個女兒：
- 君士坦斯二世，繼位為皇帝。
- 狄奧多西[5]
- Manyanh，嫁予波斯薩珊王朝最後一任國王伊嗣俟三世[6]。

## 備註
1. 1 2 3  ODB，第917頁.
2. ↑  Ostrogorsky 1956，第100-101頁.
3. ↑  Theophanes the Confessor, AM 6108 (n.2)
4. ↑  Ostrogorsky 1956，第112-113頁.
5. ↑  Bury 1889，第vi頁.
6. ↑  《新唐書·西域傳》載伊嗣俟三世子孫于中國活動之事跡，在此使用新唐書中之譯名。